# فرد بيريرا
فرد بيريرا (بالإنجليزية: Fred Pereira)‏ (17 فبراير 1954 - ) هو حكم كرة قدم ولاعب كرة قدم أمريكي في مركز الهجوم. شارك مع منتخب الولايات المتحدة لكرة القدم. أما مع النوادي، فقد لعب مع كولورادو كاريبوز ‏ وأتلانتا تشيفز وبالتيمور بلاست ‏ وConnecticut Bicentennials ‏ وGremio Lusitano ‏ وفورت لودردايل سترايكرز وفينكس إنفيرنو ‏.